# ダイロ
ダイロ（Dyro、1992年4月22日 - ）は、オランダのDJ。本名はヨルディ・ファン・エフモント（Jordy van Egmond）。